# Rhodothamnus leachianus
Rhodothamnus leachianus là một loài thực vật có hoa trong họ Thạch nam. Loài này được (L.F. Hend.) H.F. Copel. miêu tả khoa học đầu tiên năm 1943.